# Ольмо-аль-Брембо
Ольмо-аль-Брембо (італ. Olmo al Brembo) — муніципалітет в Італії, у регіоні Ломбардія,  провінція Бергамо.
Ольмо-аль-Брембо розташоване на відстані близько 510 км на північний захід від Рима, 70 км на північний схід від Мілана, 31 км на північ від Бергамо.
Населення — 503 особи (2014).
Щорічний фестиваль відбувається 17 січня. Покровителі — святий Антоній Великий.

## Демографія
Населення за роками:

Станом на 1 січня 2023 року в муніципалітеті офіційно проживало 9 іноземців з 4 країн, серед них 4 громадяни України.

## Сусідні муніципалітети
- Аверара
- Кассільйо
- Меццольдо
- П'яцца-Брембана
- П'яццаторре
- П'яццоло
- Санта-Бриджида